# 東京都神経科学総合研究所
東京都神経科学総合研究所（とうきょうとしんけいかがくそうごうけんきゅうじょ、Tokyo Metropolitan Institute for Neuroscience）とは、かつて存在した、主に神経科学に関する調査研究を行う東京都所管の研究機関である。2011年4月1日、東京都神経科学総合研究所、東京都精神医学総合研究所、東京都臨床医学総合研究所を統合、財団法人東京都医学総合研究所（旧東京都医学研究機構）に統合された。

## 概要
- 神経系およびその疾患に関する調査研究を行っている。
- 対象は、パーキンソン病、てんかん、フェロモン、神経ウイルス疾患、アルツハイマー病、脳発達障害、摂食調節機構、失語症、シナプス、脊髄損傷、記憶、免疫、神経疾患のケアなど幅広い。
- 所在地　東京都府中市武蔵台2-6

## 沿革
- 1972年（昭和47年）　東京都神経科学総合研究所として開所。
- 1999年（平成11年）　東京都精神医学総合研究所、東京都臨床医学総合研究所とともに財団法人東京都医学研究機構に移行。
- 2011年（平成23年）　財団法人東京都医学総合研究所に組織改変。3つの研究所を1か所に統合[2]。

## 組織
- 高次脳機能研究分野
- 運動・感覚システム研究分野
- 神経細胞機能研究分野
- 神経発達再生研究分野
- 基盤技術部門
- 事務室
  - これらの分野の下にいくつかの研究プロジェクトチームが存在した[3]。